# Combrée
Combrée era una comuna francesa del departamento de Maine y Loira, situado en la región de Países del Loira, que el 15 de diciembre de 2016 pasó a ser una comuna delegada de la comuna nueva de Ombrée d'Anjou al fusionarse con las comunas de Chazé-Henry, Grugé-l'Hôpital, La Chapelle-Hullin, La Previère, Le Tremblay, Noëllet, Pouancé, Saint-Michel-et-Chanveaux y Vergonnes.
Tiene una población estimada, a inicios de 2021, de 2740 habitantes.

## Demografía
| Gráfica de evolución demográfica de Combrée entre 1800 y 2021 |
|                                                               |

Los datos demográficos contemplados en este gráfico de la comuna de Combrée se han cogido de 1800 a 1999 de la página francesa EHESS/Cassini, y los demás datos de la página del INSEE.